# Lorenzkirche (metropolitana di Norimberga)
La stazione di Lorenzkirche è una stazione della metropolitana di Norimberga, servita dalla linea U1. Prende il nome dalla chiesa omonima.

## Storia
La stazione di Lorenzkirche venne attivata il 28 gennaio 1978, come parte della tratta da Aufseßplatz a Weißer Turm.